# Zollstation Evestorf

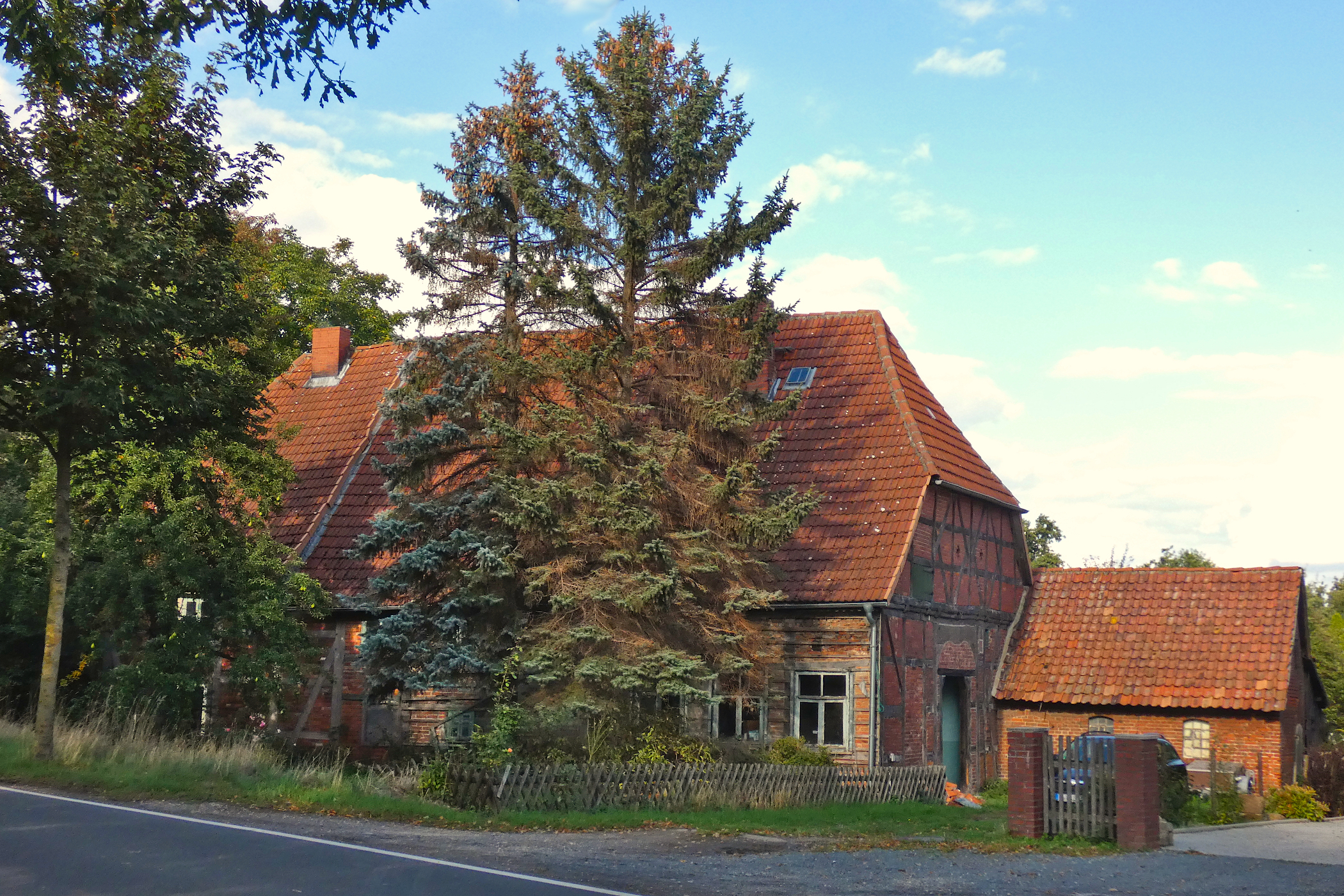
Ehemalige Zollstation in Evestorf

Die ehemalige Zollstation ist ein denkmalgeschütztes Gebäude in Evestorf, einem Ortsteil von Wennigsen in der Region Hannover in Niedersachsen.
Sie ist das älteste erhaltene Bauwerk des Ortsteils.

## Geschichte
Die Straßenverbindung zwischen der Stadt Hannover und Hameln, der damals stärksten Festung und wichtigster Weserhafen des Kurfürstentums Hannover, wurde in den Jahren 1766 bis 1771 zur ersten kunstmäßig befestigten Überlandstraße des Landes ausgebaut. Diese Hamelner Chaussee wurde 1932 zu einem Teilabschnitt der Reichsstraße 1 und in den späten 1930er Jahren zur Bundesstraße 217.
Nördlich von Evestorf lag ein bislang von einem Bohlweg durchquertes sumpfiges Gelände.
Für die Hamelner Chaussee wurden drei aufeinanderfolgende Brücken errichtet. Darunter flossen der Wennigser Mühlbach, der Bredenbecker Bach und die Oberflächenwasser aus dem Dorf Evestorf.
Der nicht einfach zu umgehende Standort gegenüber dem Nordrand des Dorfes und zwischen den Brücken war geeignet, um eine der im Abstand von einer Landmeile, etwa 7,4 Kilometer, voneinander geplanten Zollstationen an der Hamelner Chaussee zu errichten.
Zwischen Evestorf und dem Deister kontrollierte zudem ein Barrier-Haus in Pottholtensen die Kreuzung mit den Straßen nach Bredenbeck und Linderte.
Bis ins Jahr 1900 kostete die Benutzung der Chaussee Wegezoll.

## Beschreibung

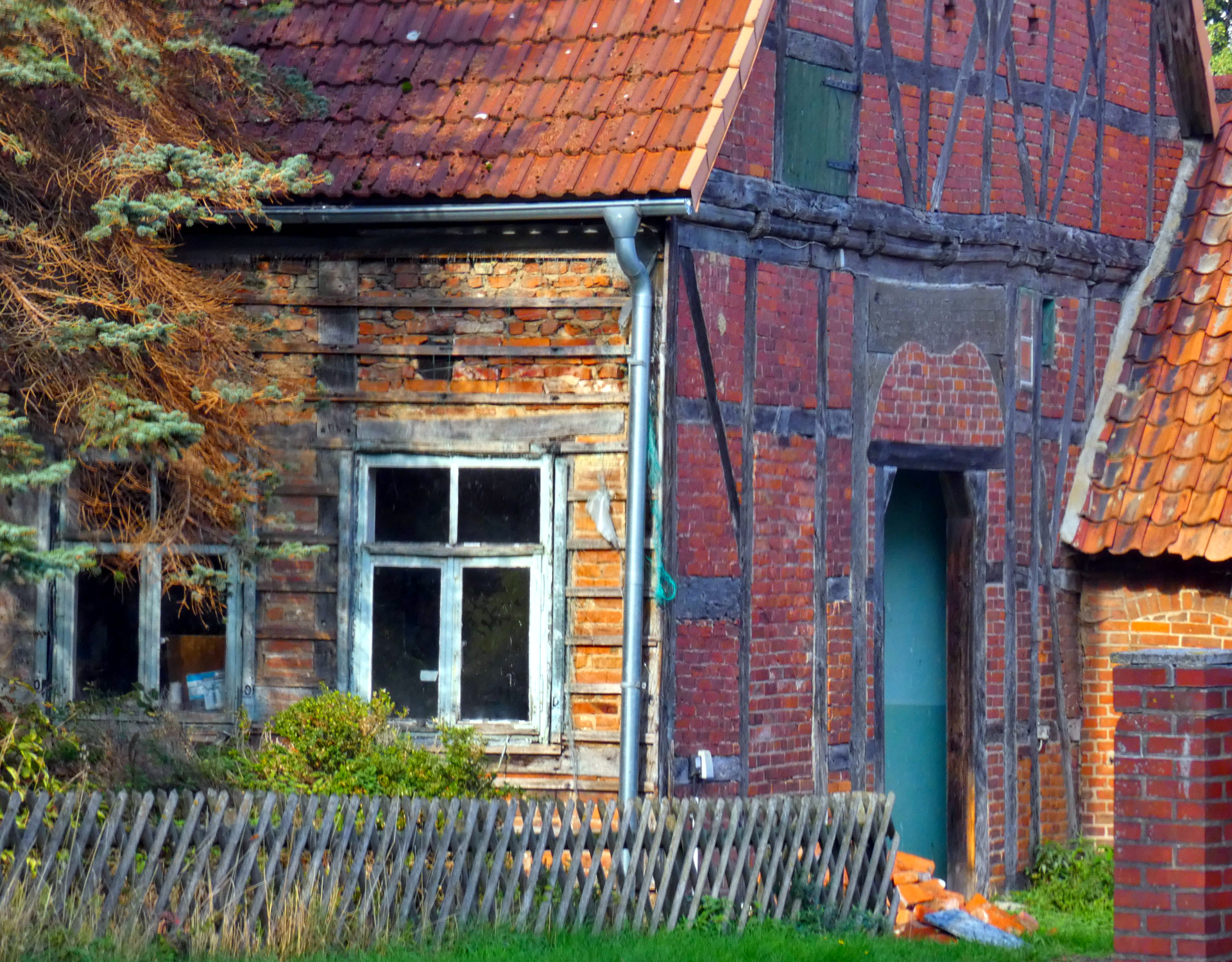
Wirtschaftsgiebel

Die ehemalige Zollstation in Evestorf ist ein Vierständerbau mit Halbwalmdach.
Die Wände des Fachwerkgebäudes sind mit roten Ziegeln ausgefacht.
Die zur Straße gelegene Traufseite war im 20. Jahrhundert mit Asbestzementplatten verkleidet. Diese wurden nach der 2003 erfolgten Neutrassierung der Bundesstraße 217 wieder entfernt.
Am Torbalken des Dielentors des etwas höheren Wohnteils des Wohnwirtschaftsgebäudes steht die Jahreszahl 1767. Das Dielentor des Hallenhauses trägt eine Inschrift.
Das Dielentor des Wirtschaftsteils ist zum Teil vermauert. Der Wirtschaftsgiebel kragt über Balkenstummeln und Giebelschwellbalken leicht vor. Sein Giebeltrapez ist mit einem Andreaskreuz ausgesteift.

## Denkmalschutz
Das Gebäude ist unter der Bezeichnung „Ehem. Zollstation“ als Einzeldenkmal gemäß § 3 Abs. 2 NDSchG unter einer nicht persistenten Objekt-ID geschützt.
An der Erhaltung des Wohn-/Wirtschaftsgebäudes besteht aufgrund des Zeugnis- und Schauwertes durch beispielhafte Ausprägung eines Gebäudetypus mit orts- und siedlungsgeschichtlicher Bedeutung ein öffentliches Interesse.